# Косута
Косута́ (біл. Касута́, рос. Косута) — село в складі Вілейського району розташоване в Мінській області Білорусі, підпорядковане Рабунскій сільській раді.

## Історія
Перша письмова згадка про село Косута датована 1499 роком. Документи свідчать, що на кінець XV століття це поселення було маєтком-замком урядовців Великого князівства Литовського, спочатку — княгині Ядвіги Гольшанської, а з 1518 року ним володів віленський каштелян Станіслав Кезгайло та його сини. Вже тоді тут налічувалося 206 селянських дворів. Є відомості, що протягом XVI — початку XVII століття Косута належала відомому білоруському роду Сапег. В 1638 року новий власник панського маєтку Севастіан Свяцький збудував тут православну церкву Воскресіння Христового, невдовзі навколо неї утворився й православний монастир. Майже одночасно в Косуті виникає греко-католицький (василіанський) монастир, до лона якого невдовзі переходить і місцеве православне братство разом зі своїми храмами. Під час Хмельниччини замок був зруйнований, але згодом відновлений. Його господарями протягом XVIII—XIX століть були поміщицькі роди Луб'янських, П'яншенських, Кривоблоцьких, Пузин, Ромерів, Сулістровських, Тукал, Вітгенштейнів.
Ще наприкінці XVIII століття тут височів старовинний дерев'яний храм Успіння Пресвятої Богородиці, де, очевидно, хрестили Пилипа Орлика. Сьогодні на його місці стоїть кам'яна церква св. Петра і Павла, яка була збудована набагато пізніше — вже у 1868 році. На околиці села збереглися рештки зруйнованого старовинного панського маєтку.
Біля села Косута в лісі стоять два хрести, православний і католицький. Тут 26 червня 1941 року було розстріляно близько півтора сотень ув'язнених з Вілейської в'язниці, яких на початку німецько-радянської війни гнали на схід.
Неподалік села знаходиться найбільше в Білорусі Вілейське водосховище, яке у 1973 році затопило більшу частину Косути.
Нині в селі проживає близько десятка селян. В останні роки в селі з'явилося декілька десятків дачних будиночків.
У 2007 році в селі Косута встановлений валун з пам'ятним знаком на честь П. Орлика.

## Відомі люди

### Народилися
- Пилип Орлик (1672—1742) — український політичний, державний і військовий діяч, Гетьман Війська Запорозького у вигнанні (1710–1742)
- Олег Лапіцкий (1922—1979) — учасник білоруського антирадянського руху опору, жертва сталінських репресій
- Ростислав Лапіцкий (1928—1950) — організатор і керівник білоруського антикомуністичного підпільного учнівського руху в Мядельському та Сморгонському районах, жертва сталінських репресій
- Ольга Лапіцка (1954) — білоруська поетеса
- Петро Міклашевич (1954) — білоруський юрист, голова Конституційного Суду Республіки Білорусь